# Nitramine

Groupe fonctionnel nitramine.

Une nitramine est un composé chimique possédant le groupe fonctionnel R-N(NO2)-R’, où R et R’ peuvent représenter les deux côtés d'un cycle. Ce sont souvent de puissants explosifs, à l'image du tétryl, du RDX, du HMX et du CL-20.
Ces composés ne sont pas basiques et certains sont même légèrement acides : les composés R-NH-NO2, R alkyle, ont ainsi un pKa voisin de 5,6.